# Karnov's Revenge
Karnov's Revenge, noto in Giappone e Stati Uniti come Fighter's History Dynamite (ファイターズヒストリーダイナマイト?, Faitāzu Hisutorī Dainamaito), è un videogioco arcade di tipo picchiaduro a incontri sviluppato dalla Data East e pubblicato nel 1994 da SNK.
È il seguito di Fighter's History, titolo realizzato l'anno precedente; appare più come un'espansione del primo gioco con pochi personaggi nuovi e gli sprite leggermente ridisegnati.
È il terzo gioco che la Data East creò sfruttando l'hardware Neo Geo.

## Trama
Un anno dopo Karnov fa il suo ritorno e brama vendetta riproponendo il torneo "Great Grapple"; vengono chiamati in causa nuovi lottatori pronti a sfidarlo.

## Modalità di gioco
Karnov's Revenge propone poche innovazioni rispetto al precedente Fighter's History, tra queste:
- I pulsanti utilizzati sono quattro e non più sei: sono difatti stati rimossi il pulsante per il pugno di media potenza/velocità ed il pulsante per i calci di media potenza/velocità;
- Sono stati aggiunti due nuovi personaggi utilizzabili e sono stati resi utilizzabili i precedenti boss Karnov e Clown;
- Tutti i personaggi hanno uno scenario completamente nuovo con una nuova musica di sottofondo;
- I personaggi sono stati più o meno ridisegnati, e possono vantare nuove tecniche;
- L'azione di gioco appare più frenetica.

Se si termina la sessione con un singolo credito si assisterà ad un finale aggiuntivo con tutti i personaggi del gioco in gruppo disegnati con lo stile Chibi.

## Personaggi

### Presenti inFighter's History
- Ray McDougal

Si combatte lungo un marciapiede di New York con una serie di grattacieli come sfondo.
- Liu Feilin

Lo scenario sembra un tempio
- Ryoko Kano

Le sfide avvengono in Giappone durante una festa popolare.
- Matlok Jade

Lo scenario prevede il combattimento in una gabbia di fronte ad una rock band che nel frattempo si esibisce.
- Samchay Tomyamgun

Si combatte dinanzi al Grande Palazzo Reale di Bangkok.
- Lee Diendou

Sullo sfondo è in evidenza la grande muraglia cinese.
- Makoto Mizoguchi

Il nuovo stage è un piazzale di una metropoli giapponese dove si combatte di fronte ad un pubblico formato da studenti. In questa versione Mizoguchi può effettuare il noto shoryuken presente nella serie di videogiochi Street Fighter della Capcom.
- Jean Pierre

Si combatte in Francia di fronte ad un cafè; su uno dei lati dello schermo è presente una Citroën 2CV con la quale possiamo interagire se uno dei lottatori viene colpito o proiettato e vi finisce addosso.
- Marstorius

L'arena di combattimento è un ring posto al centro del Colosseo di Roma.
- Clown

Personaggio non utilizzabile in Fighter's History in quanto era un boss di fine gioco; il suo scenario è l'interno di una struttura simile ad una chiesa cristiana ma con una serie di elementi autocelebrativi.
- Karnov

Personaggio non utilizzabile in Fighter's History in quanto era un boss di fine gioco, in Karnov's Revenge è utilizzabile ma è anche il boss finale; lo scenario sembrerebbe una delle torri di un cremlino.

### Nuovi
- Liu Yungmie

Ragazza praticante di taekwondo, partecipa al torneo per investigare sulla scomparsa del padre, anch'esso un atleta della nota arte marziale coreana. Il suo punto debole è un foulard che porta legato alla vita. Lo stage è rappresentato dalle cascate di Cheonjeyeon, nell'isola di Jeju.
- Zazie Muhaba

Aitante karateka africano dallo spirito ambientalista. Il suo punto debole è la bandana che porta in testa per raccogliere i propri dreadlocks. Lo stage è la savana keniota con alcuni animali che fanno da spettatori quali zebre, leoni, giraffe, struzzi e avvoltoi.

### Nascosti
- Ox

Personaggio nascosto e non utilizzabile, lo si affronta se si finisce il gioco senza perdere nemmeno un round; trattasi di un toro, idea ripresa dal precedente gioco della Data East Karate Champ del 1984 che prese ispirazione dal film Champion of Death. Il punto debole del personaggio sono le corna.

## Fighter's History - Mizoguchi Kiki Ippatsu!!
Fighter's History - Mizoguchi Kiki Ippatsu!! (ファイターズヒストリー 〜溝口危機一髪!!〜?) è il porting per Super Nintendo di Karnov's Revenge, il quale presenta però notevoli differenze rispetto al prodotto arcade:
- La modalità di gioco Story in CPU Battle Mode permette la scelta di uno tra soli nove personaggi: sono difatti assenti da questa modalità Ray, Jean, Matlok, Samchay e Marstorius; la modalità prevede il torneo "Great Grapple" questa volta organizzato dal misterioso C, il boss finale che si rivela essere il protagonista del videogioco Chelnov;
- È presente anche una modalità di gioco Story in Mizoguchi Mode nella quale si utilizza solamente il protagonista Mizoguchi e lo si guida lungo un'avventura che lo vedrà affrontare tutti i personaggi rimanenti.

## Accoglienza
In Giappone, la rivista Game Machine elencò Karnov's Revenge nel numero del 15 aprile 1994 come la quarta unità arcade di maggior successo del mese. Allo stesso modo, RePlay ha riferito che era il nono gioco più popolare in Nord America.
All'uscita, Famitsū ha assegnato alla versione Neo Geo un punteggio di 25 su 40. GamePro lo ha valutato come un modesto miglioramento rispetto al predecessore, con un'azione più veloce ma la stessa mancanza di personaggi simpatici, ma hanno detto che i nuovi personaggi sono migliori di quelli vecchi, in particolare Yungmie e il suo tratto unico di usare solo le gambe per attaccare.

## Curiosità
- La Pony Canyon / Scitron ha pubblicato una edizione limitata della colonna sonora del gioco il 18 marzo 1994 con il nome Fighter's History Dynamite & Flying Power Disc - PCCB-00149; è quindi una sorta di split con la colonna sonora di un altro videogioco della Data East, ovvero Flying Power Disc.